# Toleranz

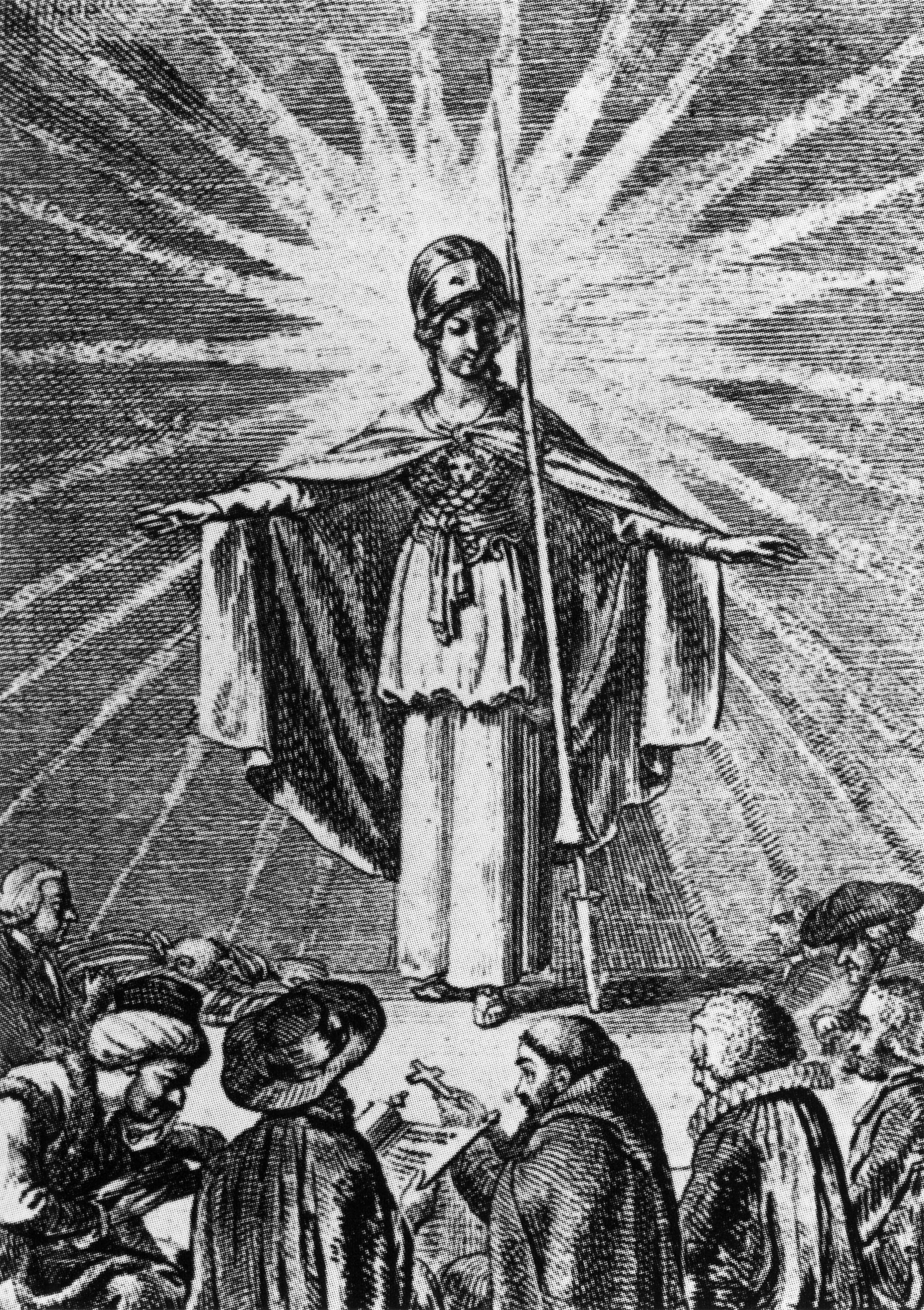
Daniel Chodowiecki, 1791: Minerva als Symbol der Toleranz und Weisheit beschützt die Anhänger aller Religionen

Toleranz, auch Duldsamkeit, bezeichnet als philosophischer und sozialethischer Begriff ein Gewährenlassen und Geltenlassen anderer oder fremder Überzeugungen, Handlungsweisen und Sitten. Umgangssprachlich meint man damit häufig auch die Anerkennung einer Gleichberechtigung, die aber über den eigentlichen Begriff („Duldung“) hinausgeht.
In der Antike bezeichnete der Begriff der Toleranz (lat. tolerantia) ursprünglich eine individuelle Tapferkeitstugend. Er bezeichnete das geduldige Ertragen von körperlichen Leiden, Schmerzen bis hin zum Ertragen des eigenen Schicksals. Das zugrundeliegende Verb tolerieren wurde im 16. Jahrhundert aus dem lateinischen tolerare („erdulden“, „ertragen“) entlehnt. Das Adjektiv tolerant in der Bedeutung „duldsam, nachsichtig, großzügig, weitherzig“ ist seit dem 18. Jahrhundert, der Zeit der Aufklärung, belegt, ebenso die Gegenbildung intolerant, als „unduldsam, keine andere Meinung oder Weltanschauung gelten lassend als die eigene“.
Der Gegenbegriff zu Toleranz ist die Intoleranz, in der Bedeutung „Unduldsamkeit“ im 18. Jahrhundert aus dem französischen intolérance entlehnt. Als Steigerung der Toleranz gilt die Akzeptanz, die gutheißende, zustimmende Haltung gegenüber einer anderen Person oder ihrem Verhalten, aber auch gegenüber sich selbst.

## Begriffsspektrum
Der Begriff der Toleranz findet sich ohne konsistente Bedeutung in der Rechtslehre, der politischen Theorie, der Soziologie und der Ethik, jeweils im Zusammenhang mit dem Umgang und der Regelung von Konflikten in sozialen Systemen. Viele Erlasse, die in der Geschichte (religiösen) Minderheiten Duldung zusicherten, werden auch als Toleranzedikte bezeichnet.
Entsprechend der Geschichte der Toleranzidee ist der Begriff häufig mit der religiösen Toleranzforderung verknüpft. So betrachtet der Philosoph Max Müller Toleranz als den gegenseitigen Respekt der Einzelnen gegenüber den Ansichten über die „Letzten Dinge“ und sieht eine Verankerung im christlichen Liebesgebot.
Im politischen und gesellschaftlichen Bereich gilt Toleranz auch als die Antwort einer geschlossenen Gesellschaft und ihres verbindlichen Wertesystems gegenüber Minderheiten mit abweichenden Überzeugungen, die sich in das herrschende System nicht ohne weiteres integrieren lassen. Insofern schützt die Toleranz ein bestehendes System, da fremde Auffassungen zwar zur Kenntnis genommen, aber nicht zwangsläufig übernommen werden. Die Toleranz schützt aber auch die Träger einer Minderheitsmeinung vor Repression und gilt insofern als eine Grundbedingung für Humanität. In diesen Zusammenhängen ist Toleranz auch die Vorbedingung einer friedlichen, theoretischen, Auseinandersetzung um konkurrierende Wahrheitsansprüche. In diesem Sinne definiert Andreas Urs Sommer Toleranz ganz allgemein als „soziales Relativierungsvermögen“, das aber nicht nur positive Aspekte beinhaltet. Der von Herbert Marcuse geprägte Begriff repressive Toleranz kritisiert insbesondere, dass in einer Gesellschaft mit unklarem Wertepluralismus, in der Toleranz als Norm gilt, rationale und berechtigte Kritik wirkungslos bleiben kann.
Ein weiterer Kritikpunkt ist, dass Toleranz auf ethische Indifferenz, also auf eine Verringerung des Bewusstseins für Gut und Böse hinweisen kann. Nach Kees Schuyt könne man Toleranz auch als unvollkommene Tugend bezeichnen, weil man etwas zulässt, was man eigentlich als schlecht erachtet. Einige Autoren unterscheiden auch zwischen passiver und aktiver Toleranz.
In der Philosophie ist das Problem der Toleranz mit der Frage nach Wahrheit und Freiheit verbunden: Gibt es „die Wahrheit“ im Besitz von Einzelnen oder Gruppen und wie verhält es sich mit Freiheit gegenüber dem als „Wahrheit“ Angesehenen?

## Geschichte der Toleranzidee

### Europäischer Kulturraum
In der Geistesgeschichte des europäischen Kulturraums entstand die Toleranzidee aus der praktischen Notwendigkeit des Staates, das gesellschaftliche Zusammenleben zu ermöglichen, indem abweichende religiöse Bekenntnisse integriert wurden. Wesentliche Überlegungen betreffen das Verhältnis des Christentums zu anderen Religionen, seit der Reformation auch das Verhältnis zwischen den unterschiedlichen christlichen Konfessionen.
Im Römischen Reich wurden die Religionen unterworfener Völker toleriert, sofern sie die göttliche Verehrung des Kaisers als einigendes Band des Staates akzeptierten. Da Christen dies nicht taten, galt ihnen gegenüber keine Toleranz. Erst das Toleranzedikt des Galerius im Jahr 311 beendete die Christenverfolgungen.
Das christliche Mittelalter unterschied zwischen „Ungläubigen“ (Juden und Heiden) sowie Häretikern. Nur erstere wurden toleriert, da der Zugang zum Glauben nicht erzwungen werden dürfe. So gebot Papst Gregor der Große im Jahr 602 Toleranz für die Juden. Häretiker hingegen waren zu verfolgen, da sie von der bereits erkannten Wahrheit wieder abgefallen waren.
Die über die bloße Toleranz („Duldung“) hinausgehende Religionsfreiheit setzt eine Differenzierung von Kirche und Staat voraus sowie einen gesellschaftlichen Pluralismus und ist daher der Neuzeit vorbehalten.
Anfang des 16. Jahrhunderts setzten im westlichen Kulturkreis der Humanismus und vor allem die Reformation eine Entwicklung in Gang, die zur Entstehung der neuzeitlichen Toleranzidee und ihrer Verwirklichung führte. Ein weltweiter Prozess der gesellschaftlichen Modernisierung habe im 15. Jahrhundert eingesetzt. Er sei von Martin Luther und der reformatorischen Bewegung vorangetrieben worden, so der Philosoph Jürgen Habermas. Dem Historiker Heinrich August Winkler zufolge ist die „Gewissensfreiheit des Einzelnen“ das „Urpostulat des Protestantismus“. Für Luther ist der Glaube an Jesus Christus das freie Geschenk des Heiligen Geistes und kann deshalb niemandem aufgezwungen werden. Häresien sei nicht mit Gewaltanwendung, sondern mit der Verkündigung des Evangeliums entgegenzutreten. Luther: „Man sollte die Ketzer mit Schriften, nicht mit Feuer überwinden.“ Irrlehrer können durch die weltlichen Obrigkeiten ausgewiesen werden. Nur wenn sie die öffentliche Ordnung stören, droht ihnen die Todesstrafe. Damit überwand Luther das mittelalterliche Ketzerstrafrecht. Allerdings blieb Luther dem Mittelalter insofern verhaftet, als er in der Ablehnung des Eids, des Kriegsdienstes und teilweise des Privateigentums durch die Täufer eine politische  Gefahr für das Gemeinwesen sah, die zum Chaos führen würde. Deshalb kam es auch in lutherischen und reformierten Territorien zur Verfolgung, Folterung und Ermordung von Täufern. So wurde zum Beispiel der Täufer Fritz Erbe allein wegen seines Glaubens mehrere Jahre im sogenannten Angstloch der Wartburg eingekerkert, wo er schließlich 1548 starb. Auch befürwortet Luther die Tötung von Menschen mit Behinderungen, die Verbrennung von vermeintlichen Hexen und die Zerstörung jüdischer Synagogen und Schulen. Ulrich Zwingli forderte die Ausweisung Andersgläubiger, in einigen Fällen auch die Hinrichtung von Täuferführern. Noch bis 1742 gab es in der Schweiz die sogenannte Täuferkammer und staatliche Täuferjäger. Bei dem Verfahren gegen den Antitrinitarier Michael Servet in Genf handelte es sich formell um einen Kriminalprozess auf der Grundlage des Reichsrechts. Leugnung der Trinität galt lange noch in allen Kirchen als Atheismus. 1566 wurde der Antitrinitarier Giovanni Valentino Gentile wegen seines Glaubens enthauptet. Als Verteidiger der Glaubens- und Gewissensfreiheit gegen Johannes Calvin entwickelte Sebastian Castellio in seinen Schriften eine Theorie der religiösen und allgemeinen geistigen Toleranz.
Die Täufer trugen ebenfalls wesentlich zum Entstehen der neuzeitlichen Toleranz bei, indem sie unermüdlich Duldung forderten und durch ihr Leiden dafür eintraten.
Die prinzipielle Trennung von Geistlichem und Weltlichem durch Luthers Zwei-Reiche-Lehre ermöglichte das Entstehen der Trennung von Staat und Kirche. Diese wurde zuerst von den verfolgten Minderheitskirchen der Täufer und Hugenotten praktiziert.
Das erste neuzeitliche europäische Toleranzedikt war das Edikt von Torda, das Lutheraner, Reformierte, Unitarier und Katholiken in Siebenbürgen als gleichberechtigte Konfessionen anerkannte und erstmals eine allgemeine Religionsfreiheit theologisch begründete. Orthodoxe und Juden waren jedoch formell nicht vom Edikt von Torda umfasst. 1573 folgte die Konföderation von Warschau, die den Adligen das Recht auf Religionsfreiheit garantierte und als Beginn der staatlich gesicherten Religionsfreiheit in Polen-Litauen gilt. Als Vorläufer dürfen im Gefolge des Schmalkaldischen Krieges der Passauer Friede von 1552 und der Augsburger Religionsfriede von 1555 gelten. Letzterer wurde durch das nicht mehr zu ändernde Nebeneinander der Kirchen erzwungen. Er legalisierte den eingetretenen Zustand: Zwischen den weltlichen Reichsständen galt Toleranz, in den Territorien Intoleranz, Parität in den Reichsstädten; der Einzelne erhielt Glaubensfreiheit und das Recht auszuwandern. Neben dem Existenzrecht der beiden Konfessionen wurde so das Prinzip des Cuius regio, ejus religio [„Wessen Gebiet, dessen Religion“] rechtlich begründet. Der Westfälische Friede (1648) bestätigte den Augsburger Frieden. Anerkannt wurden zudem die Reformierten sowie die private und häusliche Religionsausübung für die jeweiligen religiösen Minderheiten. Nicht umfasst vom Frieden und nicht eingeschlossen in das Reichsrecht waren reformatorische Konfessionen wie die Täufer (Mennoniten), die Unitarier und die Böhmischen Brüder. Obwohl der Dreißigjährige Krieg rechtlich kaum etwas änderte, stärkte er die Zweifel an der Berechtigung von religiöser Intoleranz.
Die nächste wichtige Stufe nahmen der Baptist Roger Williams (1636), der Kongregationalist Thomas Hooker (1636) und der Quäker William Penn (1682) in den nordamerikanischen Kolonien Rhode Island, Connecticut und Pennsylvanien. Sie verknüpften die in der Plymouth Colony (1620) und Massachusetts Bay Colony (1628) geschaffene demokratische Regierungsform mit uneingeschränkter Religionsfreiheit. Diese Kolonien, insbesondere das flächenmäßig große Pennsylvanien, wurden zu Zufluchtsstätten für verfolgte religiöse Minderheiten. Auch Katholiken und Juden erhielten volles Bürgerrecht und konnten ihre Religion frei ausüben. Wie Luther begründeten Williams, Hooker und Penn die religiöse Toleranz theologisch: Da der christliche Glaube das freie Geschenk des Heiligen Geistes ist, kann er nicht erzwungen werden.
Entscheidend wurde die Proklamation der Religionsfreiheit im Rahmen der Menschenrechte in der amerikanischen Unabhängigkeitserklärung (1776), Verfassung und Bill of Rights. Trotz großer theologischer Unterschiede arbeiteten vor allem Baptisten und Presbyterianer mit Deisten wie Thomas Jefferson zusammen, um der Trennung von Staat und Kirche und der Religionsfreiheit Verfassungsrang zu geben. Die Unabhängigkeitserklärung begründete die Menschenrechte Gleichheit, Recht auf Leben und Freiheit, einschließlich der Religionsfreiheit, aus dem biblischen Schöpfungsglauben. Sie sind den Menschen von „ihrem Schöpfer“ („their Creator“) verliehen worden. Heinrich August Winkler: „Der Gottesbezug [...] drückte die Einsicht in die theologische Vorgeschichte der Menschenrechte aus. Die Idee der persönlichen Würde jedes einzelnen Menschen hatte ihren Ursprung im jüdisch-christlichen Glauben an den einen Gott, der die Menschen nach seinem Bilde geschaffen hatte. Das Bekenntnis zur Gleichheit der Menschen vor dem Gesetz setzte historisch den Glauben an die Gleichheit der Menschen vor Gott voraus.“
Der englische Philosoph John Locke konzipierte 1667 in englischer Sprache einen Aufsatz, der 1689 anonym in Latein unter dem Titel Epistola de tolerantia („Brief über die Toleranz“) erschien. Diesem folgten zwei weitere in englischer Sprache A Second Letter Concerning Toleration (1690) und A Third Letter Concerning Toleration (1692). Locke plädierte für eine gewisse Duldung unterschiedlicher religiöser Bekenntnisse, jedoch nicht des Atheismus und nur eingeschränkt des Katholizismus. In England wurde in ähnlichem Sinne 1689 vom Parlament der Toleration Act verabschiedet.
Im Zeitalter der Aufklärung wird die Toleranzidee zur Forderung einer Duldung aller Konfessionen, der Bedeutungsbereich des Toleranzbegriffs wird auch über das Religiöse hinaus erweitert, auf eine allgemeine Duldung anders Denkender und Handelnder. Vordenker der Aufklärung setzten sich für die Umsetzung ein. So gilt in Lessings 1779 veröffentlichtem Drama Nathan der Weise die Ringparabel als eine zeitgenössische Formulierung des Toleranzgedankens, bezogen auf die drei großen monotheistischen Religionen. In Frankreich machte sich Voltaire bereits 1763 in seiner Schrift Traité sur la tolérance („Abhandlung über den Toleranzgedanken“) zum Fürsprecher einer uneingeschränkten Glaubens- und Gewissensfreiheit.
Zu Beginn des 19. Jahrhunderts definierte Brockhaus im Conversations-Lexikon: „Die Toleranz – Duldung – heißt die Zulassung einzelner Personen, oder auch ganzer Gesellschaften, welche in Rücksicht der Religion anders denken, als die zur herrschenden Religion sich bekennenden Bewohner eines Orts oder Landes.“ Und Goethe forderte in seiner Aphorismensammlung Maximen und Reflexionen: „Toleranz sollte eigentlich nur eine vorübergehende Gesinnung sein: Sie muss zur Anerkennung führen. Dulden heißt beleidigen.“
Der englische Philosoph und Ökonom John Stuart Mill verwendete in der Mitte des 19. Jahrhunderts den Begriff der Toleranz nicht als Terminus, sondern sprach von religiöser Toleranz im traditionellen Sinne. Seine Betonung individueller Freiheiten gilt jedoch als wegweisend für die Toleranzidee und die Ausdehnung des Bedeutungsrahmens: Insbesondere seit Mill wird von Toleranz nicht nur in Bezug auf das Verhältnis zwischen Gruppen, sondern auch in Bezug auf Gruppen zu Individuen und Individuen zu Individuen gesprochen.

## Trivia
Der Kabarettist Gerhard Polt erklärte 2004 in seinem Programm den Begriff Toleranz sehr schön live auf der Bühne:
- Gerhard Polt - Toleranz (YouTube-Video, 10. November 2012)